# Siân Phillips
Siân Phillips, CBE, född Jane Elizabeth Ailwên Phillips den 14 maj 1933 i Gwaun-Cae-Gurwen i Neath Port Talbot i Wales, är en brittisk (walesisk) skådespelare.
Åren 1953-1955 var Siân Phillips nyhetsuppläsare på BBC. Hon gjorde filmdebut 1964. För svensk publik har hon blivit mest känd som Livia i TV-serien Jag, Claudius. Bland de filmer hon medverkat i märks Skratten i mörkret (1969) och Valmont (1989), regisserad av Miloš Forman. Hon har även spelat med i flera TV-serier, såsom Jag minns min gröna dal (1976) och Winston Churchill - the Wilderness Years (i rollen som Churchills hustru Clementine).
Åren 1960–1979 var hon gift med Peter O’Toole; i äktenskapet föddes två döttrar.
Phillips erhöll utmärkelsen CBE (Commander of the Order of the British Empire) 2000.

## Filmografi (i urval)
- 1969 – Skratten i mörkret
- 1975–1976 – Jag minns min gröna dal (TV-serie)
- 1976 – Jag, Claudius (TV-serie)
- 1978 – Warrior Queen (TV-serie)
- 1981 – Gudarnas krig
- 1981 – Winston Churchill - the Wilderness Years (TV-serie)
- 1984 – Dune
- 1989 – Valmont
- 1997 - Ivanhoe (TV-serie)
- 1998–2000 – La Femme Nikita (TV-serie)
- 1999 – Aristokrater (TV-serie)